# Bosnische Kirche

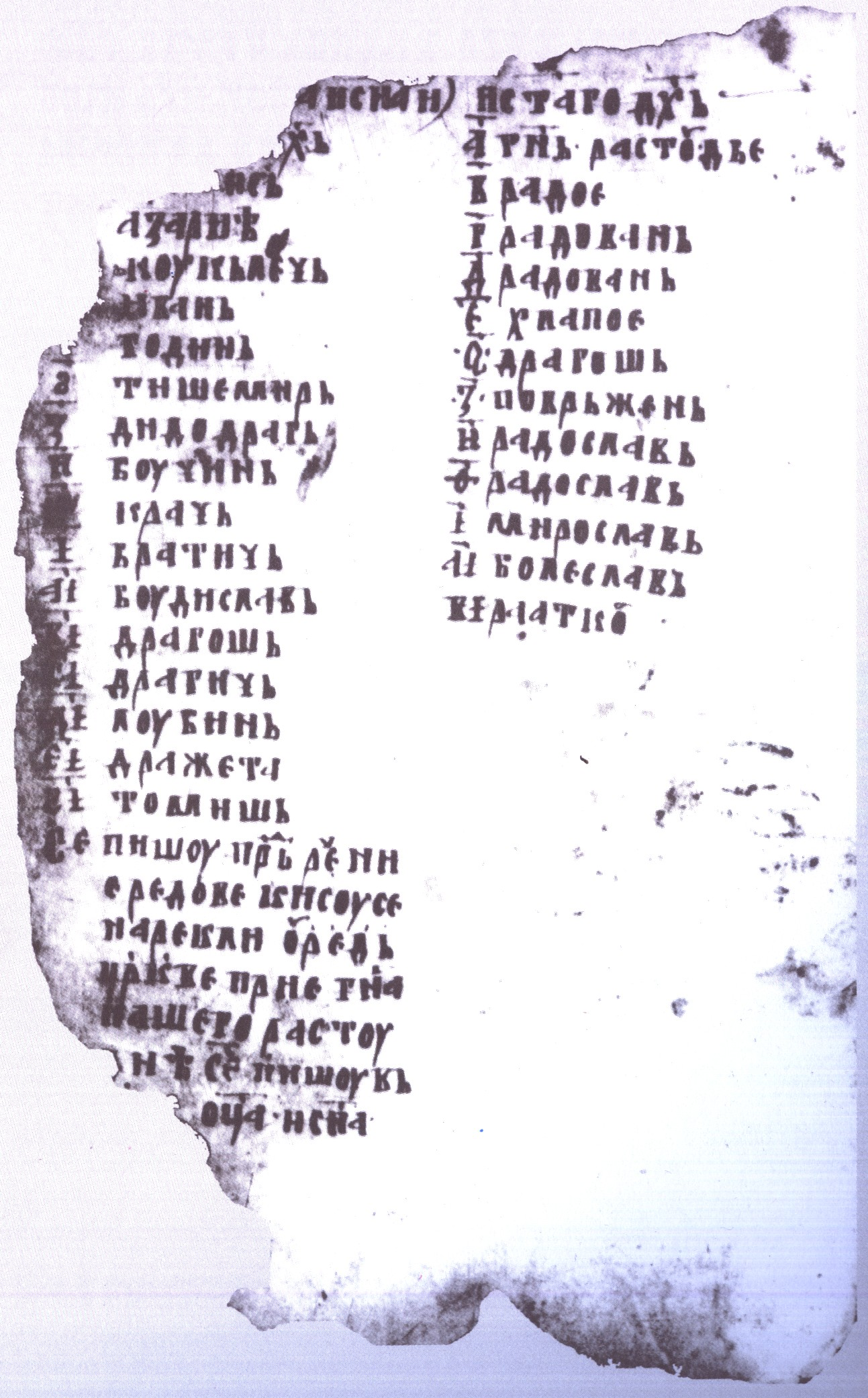
Evangelium von Batalo mit 28 Namen von sogenannten Djeds der bosnischen Kirche

Als Bosnische Kirche (bosnisch Crkva bosanska/Црква босанска; lateinisch Ecclesia Bosniensis) wird eine selbständige, von Katholizismus und Orthodoxie unabhängige christliche Gemeinschaft und Kirchenorganisation in Bosnien im 13. bis 15. Jahrhundert bezeichnet. Irrtümlicherweise wird sie manchmal mit den Bogomilen identifiziert.
Die Stećci, monumentale Grabsteine, die im mittelalterlichen Bosnien und Herzegowina sowie in Kroatien, Serbien und Montenegro auftauchten, werden manchmal mit der bosnischen Kirche identifiziert.
Die Angehörigen der Bosnischen Kirche bezeichneten sich selbst als Krstjani (Christen). Ihre Organisation wies Parallelen zur mönchischen Ordensorganisation auf. In der Liturgie wurde die slawische Sprache benutzt, als Schrift die Glagoliza, später die Bosančica. Bezeichnungen für hierarchische Rangstufen waren Djed für das Oberhaupt der Kirche oder Gost. Die gesamte Hierarchie war einheimischer Herkunft. Ob die Kirche als klösterliche Organisation viele einfache Laienmitglieder hatte, ist offen. Über die Organisation, die Zeremonien und die Theologie der Bosnischen Kirche gibt es außer dem Testament des Gost Radin keine bosnischen Quellen.
Nach der franziskanischen Missionsoffensive in Bosnien im 14. und 15. Jahrhundert schrumpfte die Bosnische Kirche. Als die Osmanen die Macht übernahmen, war die Bosnische Kirche wahrscheinlich schon zerschlagen. In den osmanischen Landregistern aus dem 15. und 16. Jahrhundert werden nur wenige Einwohner als „Kr(i)stjani“ aufgeführt.

## Hintergrund
Von Rom und Konstantinopel ausgehende christliche Missionen begannen im 9. Jahrhundert. Das Ost-West-Schisma von 1054 führte dann zur Etablierung des Katholizismus in Kroatien und im größten Teil Dalmatiens, während sich in Serbien die östliche Orthodoxie durchsetzte. Dazwischen lag das gebirgige Bosnien nominell unter Rom, der Katholizismus konnte sich aber aufgrund einer schwachen Kirchenorganisation und schlechter Kommunikation nie fest etablieren. Das mittelalterliche Bosnien blieb somit eher ein „Niemandsland zwischen den Glaubensrichtungen“ als ein Treffpunkt zwischen den beiden Kirchen, was zu einer einzigartigen religiösen Geschichte und der Entstehung einer „unabhängigen und etwas ketzerischen Kirche“ führte.
Katholizismus und östliche Orthodoxie dominierten in verschiedenen Teilen des heutigen Bosnien und Herzegowina; die Katholiken bildeten die Mehrheit im Westen, Norden und im Zentrum von Bosnien, während die orthodoxen Christen im größten Teil von Zahumlje (der heutigen Herzegowina) und entlang der bosnischen Ostgrenze die Mehrheit bildeten. Dies änderte sich Mitte des 13. Jahrhunderts, als die Bosnische Kirche die Römer in den Schatten stellte. Während Bosnien im Hochmittelalter nominell katholisch blieb, war der Bischof von Bosnien ein lokaler Kleriker, der von den Bosniern ausgewählt und dann ausschließlich zur Weihe zum Erzbischof von Ragusa geschickt wurde. Obwohl das Papsttum bereits darauf bestand, Latein als liturgische Sprache zu verwenden, behielten die bosnischen Katholiken die kirchenslawische Sprache bei.

## Organisation

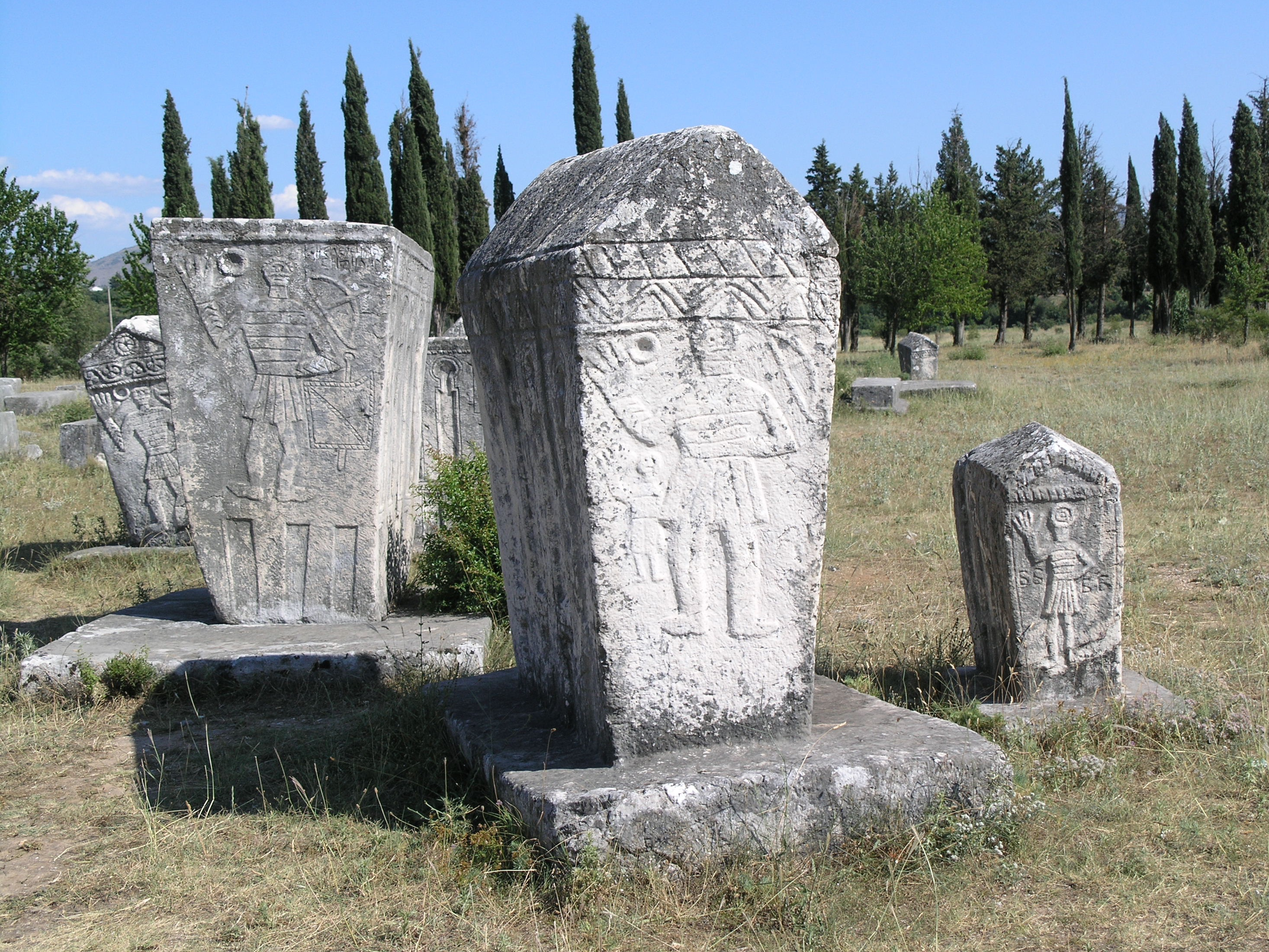
Stećci

Die Kirche wurde von einem Bischof mit dem Titel Djed („Großvater“) geleitet und hatte einen Rat von zwölf Männern, die Strojnici genannt wurden. Die Mönchsmissionare waren als krstjani oder kršćani ('Anhänger des Kreuzes') bekannt.
Einige der Anhänger lebten in kleinen Klöstern, bekannt als hiže (hiža, „Haus“), während andere als gosti (gost, „Gast“) bekannte Wanderer waren. Es ist schwer festzustellen, wie sich die Theologie von der der Orthodoxen und Katholiken unterschied. Die Praktiken der Bosnischen Kirche waren jedoch für beide inakzeptabel.
Die Bosnische Kirche benutzte die slawische Sprache in der Liturgie.

## Studien
In Kroatien entwickelte sich nach dem Zweiten Weltkrieg eine Theorie (Leon Petrović, Jaroslav Šidak), die in der Bosnischen Kirche „grundsätzlich einen Zweig der römisch-katholischen Kirche“ sah, der in der Isolierung schismatisch wurde und häretische Tendenzen aufnahm. Dragutin Pavličević schreibt, dass die Bosnische Kirche zu Zeiten des Ban Kulin durch Abtrennung aus den „Flügeln“ der römisch-katholischen Kirche in Form von eigenen Zeremonien bzw. Riten entstanden sei.